# Петрчане
Петрчане (хорв. Petrčane) — населений пункт у Хорватії, у Задарській жупанії у складі міста Задар.

## Населення
Населення за даними перепису 2011 року становило 601 осіб.
Динаміка чисельності населення поселення:

## Клімат
Середня річна температура становить 15,14 °C, середня максимальна – 27,28 °C, а середня мінімальна – 3,15 °C. Середня річна кількість опадів – 875 мм.
| Клімат поселення                              | Клімат поселення | Клімат поселення | Клімат поселення | Клімат поселення | Клімат поселення | Клімат поселення | Клімат поселення | Клімат поселення | Клімат поселення | Клімат поселення | Клімат поселення | Клімат поселення | Клімат поселення |
| Показник                                      | Січ.             | Лют.             | Бер.             | Квіт.            | Трав.            | Черв.            | Лип.             | Серп.            | Вер.             | Жовт.            | Лист.            | Груд.            |                  |
| Середній максимум, °C                         | 11,57            | 11,42            | 13,70            | 16,90            | 21,97            | 26,13            | 27,28            | 27,00            | 22,95            | 19,05            | 14,57            | 11,85            |                  |
| Середня температура, °C                       | 7,48             | 7,30             | 9,57             | 12,77            | 17,83            | 21,98            | 24,30            | 23,98            | 19,98            | 16,05            | 11,60            | 8,87             |                  |
| Середній мінімум, °C                          | 3,33             | 3,15             | 5,45             | 8,63             | 13,70            | 17,87            | 21,32            | 21,02            | 16,98            | 13,08            | 8,62             | 5,87             |                  |
| Норма опадів, мм                              | 74               | 62               | 64               | 70               | 65               | 54               | 31               | 50               | 100              | 107              | 104              | 94               |                  |
| Середньомісячна швидкість вітру, м/с          | 2.90             | 3.00             | 3.20             | 3.03             | 2.62             | 2.50             | 2.50             | 2.40             | 2.60             | 2.70             | 3.30             | 3.20             |                  |
| Середньомісячна сонячна радіація, кДж/м²·день | 4948             | 7718             | 11388            | 16241            | 20646            | 22835            | 24549            | 21332            | 15539            | 9981             | 5391             | 4212             |                  |
| --------------------------------------------- | ---------------- | ---------------- | ---------------- | ---------------- | ---------------- | ---------------- | ---------------- | ---------------- | ---------------- | ---------------- | ---------------- | ---------------- | ---------------- |
| Джерело:                                      |                  |                  |                  |                  |                  |                  |                  |                  |                  |                  |                  |                  |                  |